# Héctor Zañartu Prieto
Héctor Zañartu Prieto (Santiago, 12 de septiembre de 1880 - Santiago, 23 de marzo de 1943) fue un político y agricultor chileno.

## Primeros años de vida
Hijo de don Manuel Zañartu Zañartu y doña María Rosa Prieto del Río. Sobrino del Vicepresidente de la República Aníbal Zañartu. Casado con Teresa Sanfuentes Echazarreta, hija de Juan Luis Sanfuentes.
Educado en el Instituto Nacional y en el Colegio de los Sagrados Corazones. Desde joven se dedicó a la agricultura y los negocios agrícolas; explotó su fundo denominado “Colicheo”, en Cabrero. Después fue corredor de comercio en el área de las propiedades. Representante de compañías norteamericanas de negocios petrolíferos. 
Militó en las filas del Partido Liberal Democrático desde muy temprana edad y llegó a ser uno de los diputados más jóvenes de su época.

## Labor parlamentaria
Reemplazó en 1903 al fallecido diputado Carlos Ríos González, incorporándose el 31 de octubre, representando al departamento de Rere y Puchacay; llegando a la Cámara de Diputados a los 23 años. Formó parte de la Comisión de Guerra y Marina.
Diputado electo por Ancud, Quinchao y Castro (1906-1909), integrando la Comisión Permanente de Educación y Beneficencia, además en la de Industria y Agricultura.
Nuevamente Diputado por Rere y Puchacay (1909-1912). Formó parte de la Comisión de Industria y Agricultura. 
Se alejó del Congreso Nacional por un período, en el cual se desempeñó como secretario del Ministerio de Industria y Obras Públicas (1913-1914).
Diputado por Cauquenes, Constitución y Chanco (1915-1918), siendo parte importante de la Comisión de Obras Públicas, en la cual logró el mejoramiento sustancial de las carreteras principales al sur del país.
Senador por Maule (1918-1924), fue miembro de la Comisión de Guerra y Marina, además de la Comisión de Obras Públicas y Colonización. Reelecto en 1924, para el período (1924-1930), formó parte de la Comisión de Hacienda, Empréstitos Municipales y Presupuestos. Sin embargo, el Congreso Nacional fue disuelto el 11 de septiembre de 1924, por Decreto de la Junta de Gobierno.